# Liste der Einträge im National Register of Historic Places im Bethel Census Area
Die Liste der Registered Historic Places im Bethel Census Area führt alle Bauwerke und historischen Stätten im Bethel Census Area des US-Bundesstaates Alaska auf, die in das National Register of Historic Places aufgenommen wurden.

## Bethel
- First Mission House

## Chuathbaluk
- St. Sergius Chapel

## Kwethluk
- St. Nicholas Russian Orthodox Church

## Lime Village
- Sts. Constantine and Helen Chapel

## Lower Kalskag
- St. Seraphim Chapel

## Napaskiak
- St. Jacob’s Church

## Sleetmute
- Kolmakov Redoubt Site